# 貞元 (日本)
貞元（976年8月11日~978年12月31日）是日本的年號。使用這年號之日本天皇是圓融天皇。

## 改元
- 天延四年七月十三（976年8月11日）：改元。
- 貞元三年十一月廿九（978年12月31日）：改元天元。

## 出處
《昭明文選》

## 紀年、干支、西曆對照表
| 貞元 | 元年  | 二年  | 三年  |
| ---- | ----- | ----- | ----- |
| 公元 | 976年 | 977年 | 978年 |
| 干支 | 丙子  | 丁丑  | 戊寅  |